# Castianeira brevis
Castianeira brevis là một loài nhện trong họ Corinnidae.
Loài này thuộc chi Castianeira. Castianeira brevis được Eugen von Keyserling miêu tả năm 1891.